# 座敷坊主
座敷坊主（ざしきぼうず）または座敷小僧（ざしきこぞう）は、日本に伝わる妖怪で、静岡県周智郡奥山村字門谷（現・静岡県浜松市）などに現れたと言われる。

## 概要
村の中のある家の主人がイノシシを落とし穴で捕らえた後、その穴に金を持った人が落ちて死んだ、または盲目の金持ちをその穴に落として殺害したという話や、その家に泊まった坊主を殺害した、暗い中に連れ出して殺したなどの話があり、その死んだものの霊が現れるのだといい、その家に泊まった人の床の向きを逆にしたり、枕返しをすると言われる。その姿は5、6歳ほどの子供のようとも、坊主姿の按摩のようともいう。大津峠には、その殺された者を供養するためといわれる立て石があるが、その家には今なお祟りによって気のふれる者があるという。
ほかの村でも坊主頭の按摩のようともいう。また三河国北設楽郡本郷村（現・愛知県北設楽郡東栄町）では座敷小僧の名で伝わっており、ある酒屋を営む旧家に10歳ほどの子供のような姿で現れたといい、雇用人が奥座敷の雨戸を閉めに行ったときによく姿を見たという。南設楽郡長篠村大字横川（現・新城市）では、神田という裕福な家に座敷小僧が現れていたが、茶釜にツモノケ（機織りの器具）を当てるという禁忌を犯したために座敷小僧が家を去り、家はそれ以来衰退してしまったという。
岩手県では旧家に座敷小僧が現れるといい、小児の姿をした家の神とされる。下閉伊郡岩泉町のある家では、奥座敷の真中の柱を踏むと枕元に現れたといい、4、5歳ほどの赤黒い裸の坊主で、身長は2尺ほど、赤い綺麗な顔をしていたという。
岩手県紫波郡のある旧家でも赤い顔の座敷小僧がおり、夜に炉に現れて火を起こしたりしたという。またこの地方では、座敷童子の正体をムジナとする説もある。宮城県本吉郡大島村（現・気仙沼市）でも座敷坊主が家に現れて枕返しをした事例がある。
民俗学者・佐々木喜善の著書においては座敷坊主は座敷童子の一種として分類されており、六部（旅の僧）を殺して金銭を奪った者が祟りに遭うなどの「六部殺し」の話が座敷童子の性格に付加され、座敷坊主の姿となったとする説もある。